# مردمان سوربی
مردم سوربی (به زبان‌های سوربی|Serbja) مردم بومی اسلاوی غرب اروپا مرکزی هستند که در کشورهای آلمان و جمهوری چک زندگی می‌کنند. سوربی‌ها با مجموع جمعیتی بیش از ۶۰ هزار نفر می‌باشند و به زبان سوربی که خود به دو بخش سوربی بالایی و سوربی پایینی تقسیم می‌شود تکلم دارند. بیشتر جمعیت این گروه قومی در ایالت براندنبورگ و نیز زاکسن آلمان ساکن هستند.
جمعیت آنان در آغاز سده ۱۷۰۰ میلاددی، بیش از ۲۵۰ هزار نفر بوده که این رقم در سال ۱۹۴۵، به کمتر از ۱۰۰ هزار نفر و امروزه در حدود ۶۰ الی ۷۰ هزار نفر می‌باشد. زبانهای سوربی، سربسکی یا سربسک زیرمجموعه زبان‌های اسلاوی و شاخه‌ای از زبان‌های هندواروپایی هستند. گویشگران این زبان‌ها مردم سوربی در ناحیه تاریخی لوزاتیا در شرق آلمان هستند. این زبان‌ها در گذر زمان به زبان وندیش و زبان لوزاتیایی نیز شناخته می‌شوند. زبان‌های سوربی به زبان کاشوبی، زبان لهستانی، زبان اسلواکیایی و زبان چکی نزدیک هستند.
بر پایه مطالعات ژنتیکی که در ماه مه ۲۰۱۱ میلادی منتشر شده است، مردم سوربی بزرگ‌ترین شباهت ژنتیکی به نژادهای مردم کشورهای چک و لهستانی‌ها و نیز سازگاری با زبان غرب اسلاوی خود نشان می‌دهد و شواهد ظریفتری از ارتباط ژنتیکی با باسک فرانسه نشان داده می‌شود.